# Inside Buffalo
Inside Buffalo è un film documentario del 2010, diretto da Fred Kudjo Kuwornu.
Il regista, dopo aver assistito Spike Lee nel suo film Miracolo a Sant'Anna, decise di produrre un documentario su alcuni soldati della 92ª Divisione e anche su alcuni partigiani italiani, i quali hanno lottato assieme nella fase della ritirata nazista durante la fine della seconda guerra mondiale.
Il docufilm ha vinto il premio come miglior documentario al Festival internazionale del cinema di Berlino.